# Inderscience Publishers
La Inderscience Publishers è un editore di pubblicazioni accademiche a revisione paritaria (in inglese, peer review), con sede a Ginevra (Svizzera).
Le opere hanno tematiche nel campo del diritto, dell'ingegneria e della tecnologia, della gestione e amministrazione aziendale, e dell'energia, dell'ambiente e dello sviluppo sostenibile.

## Pubblicazioni
- International Journal of Critical Computer-Based Systems
- International Journal of Agricultural Resources, Governance and Ecology